# Maximilian Mordhorst
Maximilian Mordhorst (* 10. April 1996 in Neumünster, genannt Max Mordhorst) ist ein deutscher Politiker der Freien Demokratischen Partei. Bei der Bundestagswahl 2021 wurde er zum Mitglied des 20. Deutschen Bundestages gewählt, der Wiedereinzug 2025 gelang nicht.

## Leben
Mordhorst wuchs in Mielkendorf und Rumohr im Kreis Rendsburg-Eckernförde auf. 2015 bestand er sein Abitur an der Humboldt-Schule in Kiel, wo er seitdem Rechtswissenschaften an der Christian-Albrechts-Universität studiert. Von 2014 bis 2018 war er für ein Onlinemusik- und -kulturmagazin tätig und veröffentlichte dort mehrere Rezensionen und Meinungsbeiträge im Bereich der Rapmusik. Mittlerweile wohnt er in Kiel.

## Politik
Mordhorst ist seit 2017 Mitglied der FDP und der Jungen Liberalen. Von 2019 bis 2022 war Mordhorst Landesvorsitzender der Jungen Liberalen in Schleswig-Holstein. Weiterhin ist er seit 2019 Mitglied des Landesvorstandes der FDP Schleswig-Holstein und wurde 2022 zuletzt bestätigt.
Bei der Bundestagswahl 2021 kandidierte er im Bundestagswahlkreis Kiel als Direktkandidat und auf der Landesliste der FDP Schleswig-Holstein auf Listenplatz 4. In seinem Wahlkreis erlangte er 7,4 % der Erststimmen und unterlag als Viertplatzierter damit dem SPD-Kandidaten Mathias Stein. Über die Landesliste der FDP Schleswig-Holsteins erlangte er dennoch ein Bundestagsmandat. Bei der Bundestagswahl 2025 trat er erneut an, er erhielt 2,9 % der Erststimmen.
Im Deutschen Bundestag war Mordhorst Mitglied im Ausschuss für Finanzen und im Ausschuss für Digitales sowie stellvertretendes Mitglied im Ausschuss für Tourismus.

## Mitgliedschaften
Maximilian Mordhorst ist Mitglied der überparteilichen Europa-Union Deutschland, die sich für ein föderales Europa und den europäischen Einigungsprozess einsetzt.